# I bambini di Gaza : Sulle onde della libertà
Pour plus de détails, voir Fiche technique et Distribution.
I bambini di Gaza : Sulle onde della libertà est un drame de guerre américano-belgo-italien réalisé par Loris Lai et sorti en 2024.
Le scénario est inspiré du roman Sulle onde della libertà de Nicoletta Bortolotti (it), paru en 2013.

## Synopsis
Dans la bande de Gaza, en 2003, un jeune Palestinien passionné de surf rencontre un Israélien ; une forte amitié naît entre eux, malgré la Seconde intifada qui fait rage.

## Fiche technique
- Titre original italien : I bambini di Gaza : Sulle onde della libertà[1],[2]
- Titre anglais : How Kids Roll
- Réalisation : Loris Lai
- Scénario : Loris Lai, Dahlia Heyman, d'après le roman Sulle onde della libertà de Nicoletta Bortolotti (it), paru en 2013[3],[4].
- Photographie : Shane Seigler
- Montage : Andrea Maguolo (it)
- Musique : Nicola Piovani
- Décors : Bessem Marzouk
- Production : Tarak Ben Ammar, Elda Ferri, Frédéric Ollier, Peter De Maegd, Loris Lai, Lucia Lisena, Guido Simonetti, Lawrence Bender, Simona Bellettini, Patric Palm, Cindy Cederlund, Dahlia Heyman, Frederic Ollier, JT Winkler
- Sociétés de production : Jean Vigo Italia, Eagle Pictures, B-Roll Production, Panoramic Film, Rai Cinema, Lawrence Bender Productions, Lazio Cinema International, Potemkino
- Pays de production :  Italie -  Belgique -  États-Unis
- Langue originale : arabe, hébreu, anglais
- Format : couleur
- Genres : drame de guerre
- Durée : 113 minutes
- Date de sortie :
  - Italie : 28 mars 2024
  - France : 3 novembre 2024 (Festival du film italien de Villerupt)[2]
  - États-Unis : 12 février 2025 (Festival international du film de Santa Barbara)

## Distribution
- Tom Rhys Harries : Dan
- Lyna Khoudri : Farah
- Mikhael Fridel : Alon
- Marwan Hamdam : Mahmud
- Qassim Shareef Gdah : Jamil
- Eyad Hourani (it) : Ahmed
- Ruth Rosenfeld : Sara
- Husam Chadat :

## Accueil critique
Le film a été apprécié par le souverain pontife Jorge Mario Bergoglio : 
« Questo film con le voci piene di speranza dei bambini palestinesi e israeliani sarà un grande contributo alla formazione nella fraternità, l'amicizia sociale e la pace »
— Pape François

« Ce film, avec les voix pleines d'espoir des enfants palestiniens et israéliens, contribuera grandement à l'éducation à la fraternité, à l'amitié sociale et à la paix. »